# Liberty Bell March
Liberty Bell March är ett marschstycke av John Philip Sousa uppkallat efter Liberty Bell, komponerat 1893. Stycket har bland annat använts som signaturmelodi till Monty Pythons flygande cirkus.